# Tálasi István
Tálasi István (Laskó, 1910. július 12. – Budapest, 1984. április 17.) magyar néprajzkutató, egyetemi tanár. A történelemtudományok kandidátusa (1952), doktora (1972), a Magyar Tudományos Akadémia levelező tagja (1976). A 20. századi magyar néprajztudomány kiemelkedő alakja volt, aki filológiai alapműveltségével és precíz módszertanával a hazai etnográfiát a társadalomtudományok egyenrangú részévé emelve, különös hangsúlyt fektetve a népi gazdálkodás történeti folyamatainak vizsgálatára, valamint az interdiszciplináris együttműködésre.

## Életútja
1920–1928 között a kunszentmiklósi Baksay Sándor Gimnáziumban tanult. Eötvös-kollégistaként nyert felvételt a budapesti Pázmány Péter Tudományegyetemre, ahol 1933-ban magyar–német szakos középiskolai tanári diplomát szerzett. Néprajzból doktorált Györffy István professzornál A kiskunsági pásztorkodás (Budapest, 1936) című disszertációjával. 1935–1939 között a hódmezővásárhelyi Bethlen Gábor Református Gimnáziumban oktatott. Az 1938/1939-es tanévben – mint a bécsi Collegium Hungaricum ösztöndíjasa – történeti néprajzi és összehasonlító néprajzi kutatásokkal foglalkozott. 1940–1942 között a fővárosi Állami Fáy András Gimnáziumban tanított. 1942–1951 között a Horthy Miklós Tudományegyetemen (1945 utáni nevén a Szegedi Tudományegyetemen) „az Alföld tárgyi néprajza és magyar történeti néprajz” tárgykörből magántanárrá habitálták. 1944–1949 között a budapesti Teleki Pál Tudományos Intézet (1948-tól Kelet-európai Tudományos Intézet) munkatársa volt. 1944–1945 között a második világháborúban frontszolgálatot teljesített, 1945-ben szovjet hadifogságba esett, ahonnan 1946-ban térhetett haza. 1949–1951 között az Eötvös Loránd Tudományegyetem (ELTE) Néprajzi Intézetének tanára lett. 1951–1980 között a Tárgyi Néprajzi Tanszék tanszékvezető egyetemi tanára, 1959–1963 között pedig az ELTE Bölcsészettudományi Kar dékánja volt.
Sírja a Farkasréti temetőben található.

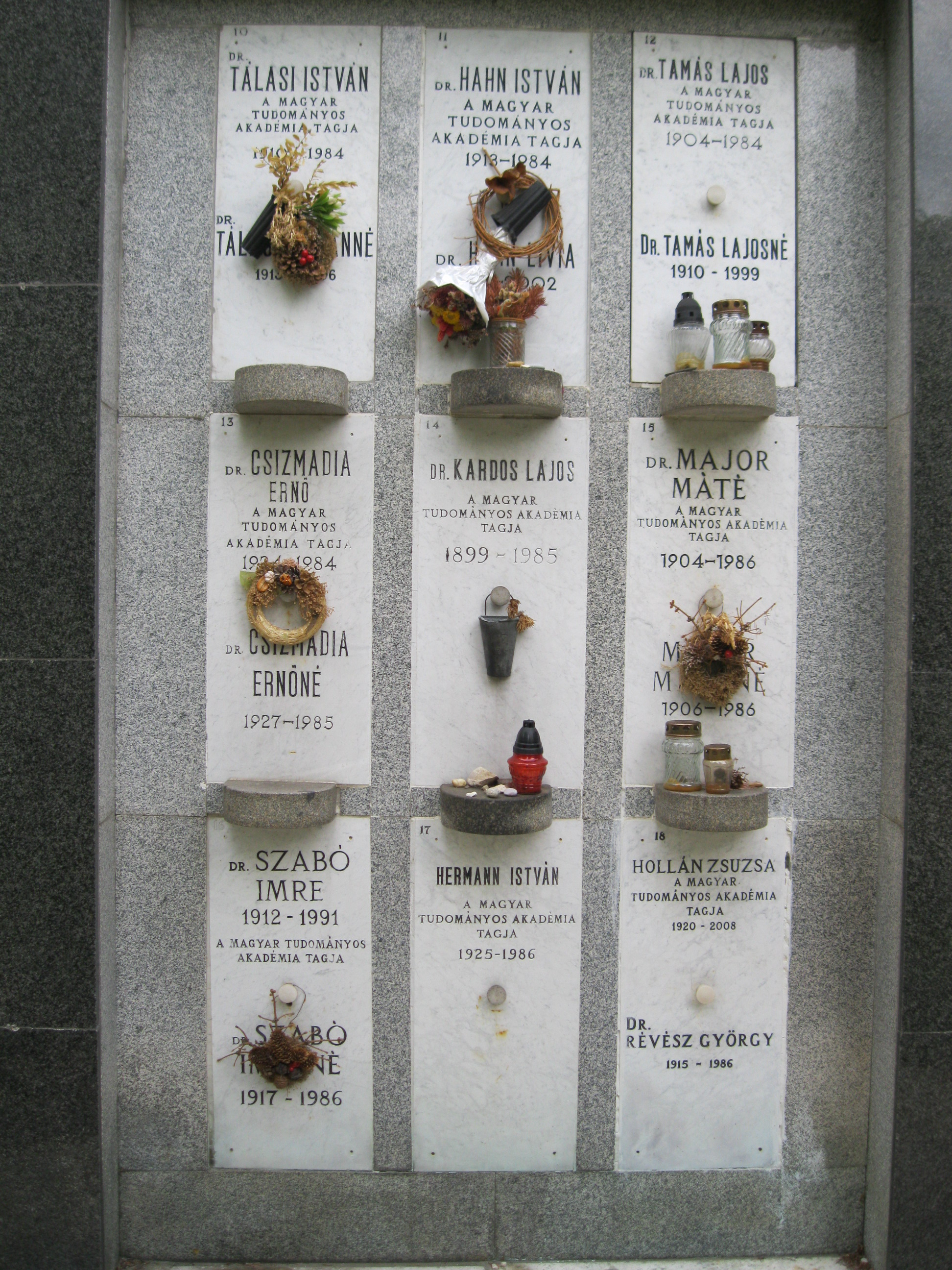
Urnafülkéje a Farkasréti temetőben

## Munkássága
Tálasi István a 20. századi magyar néprajztudomány meghatározó alakja volt. Filológiai alapműveltsége és precíz módszertana révén új korszakot nyitott a hazai néprajzban, és munkásságával a magyar etnográfiát a társadalomtudományok egyenrangú és pótolhatatlan részévé emelte.
Tudományos érdeklődésének középpontjában a népi gazdálkodás, azon belül is a hagyományos állattartás, földművelés és borászat állt. Az 1936-ban megjelent „A Kiskunság népi állattartása” című monográfiája mérföldkőnek számított a diszciplína történetében. Nem csupán agrártörténeti szempontból volt kiemelkedő, hanem azért is, mert az addig főként őstörténeti vagy evolucionista kérdéseket felvető kutatások figyelmét kiterjesztette a történeti folyamat egészére, és a néprajzi érdeklődésbe bevonta a hegy- és dombvidéki erdős területeket is. Évtizedeken át szorgalmazta az erdélyi és székelyföldi havasi nagyállattartás feldolgozását, és foglalkoztatta a magyar földművelés, kertészet és borászat hagyományainak feltárása és rendszerezése is.
Rendkívül alapos forráskutató volt: nem elégedett meg a levéltári anyagokkal, felismerte a régi tudományos és szépirodalmi művek, sőt még a vallásos iratok forrásértékét is. E távol eső szövegtípusokból is biztonsággal következtetett a termelés technikájára, rendszerére vagy éppen az életformára. Állításait rendszeresen ellenőrizte európai néprajzi és történeti összehasonlításokkal. Fő célja a paraszti gazdálkodás egészének, az üzemviteli fejlődésnek a tisztázása volt, és gyakran hangsúlyozta, hogy a tematikus vizsgálatokon keresztül a hazai társadalom és kultúra alapkérdéseihez kívánja elvezetni a kutatást.
Bár számos értékes kézirata, köztük egy úttörő monográfia az európai aratóműveletekről, kiadatlan maradt a korszak politikai viszonyai miatt, Tálasi erejét és idejét az egyetemi oktatómunkába és a tudományszervezői munkába fektette. Egyetemi oktatóként 1948 és 1980 között etnográfus nemzedékeket nevelt ki, és aktívan ösztönözte a társtudományokkal, különösen az agrártörténettel való szoros együttműködést. A magyar néprajz oktatástörténetében ő dolgozta ki először a népi gazdálkodás agrártörténeti szempontokat is érvényesítő fejlődésrajzát, beágyazva azt a társadalom-, település- és regionális fejlődés összefüggéseibe. Egyetemi munkájának középpontjában a kutatóképzés állt, nagy hangsúlyt fektetve a posztgraduális képzésre.
Tudományszervezői munkássága elválaszthatatlan volt kutatói tevékenységétől. Már a háború előtti években elkezdett egy átfogó tervtanulmányt készíteni a szaktudomány egészét (és a társtudományokat is) alapvetően befolyásoló kutatásszervezés és -tervezés tudományos megalapozására. Az Alföld kutatásának távlatait és feladatait vázoló programja (1946) modellként szolgált az anyagi kultúra későbbi terveinek kidolgozásához, melyek az agrártörténet problémáit is magukba foglalták. Rendszeres, igényes beszámolói nemcsak kijelölték a kutatások fő irányait, hanem számot is adtak a tudományos eredményekről.
Érdemei közé tartozik az Agrártörténeti Szemle életre hívása, valamint az a céltudatos törekvése, hogy a szomszédos országok hasonló kutatásai szorosabban kapcsolódjanak a hazai erőfeszítésekhez.

### Társasági tagságai és elismerései
1967-től haláláig a Magyar Tudományos Akadémia (MTA) Néprajzi Bizottságának elnöki tisztségét töltötte be, 1976-ban pedig az MTA levelező tagjává választották. 1978–1982 között a Magyar Néprajzi Társaság elnöke volt.
Munkásságát több hazai és külföldi kitüntetéssel ismerték el. Ezek között szerepel a Finn Oroszlán Lovagrend I. osztályú keresztje (1969) és a Magyar Néprajzi Társaság Györffy István-Emlékérme (1970).

## Művei
- A kiskunsági pásztorkodás (Budapest, 1936)
- A Kiskunság népi állattartása (Budapest, 1936)
- A bakonyi pásztorkodás (Ethnogr., 1939)
- Változásvizsgálatok a népi állattenyésztés köréből (Néprajzi Ért., 1942)
- Az Alföld néprajzi kutatásának kérdései és problémái (Szeged, 1946)
- Néprajzi életünk kibontakozása (A magyar népkutatás kézikönyve, Budapest, 1948)
- Az anyagi kultúra vizsgálatának tíz éve (Ethnogr., 1955)
- A termelés és a nyelv kapcsolata aratóműveleteinkben (Ethnogr., 1957)
- A magyar nép anyagi kultúrája Európában (MTA Nyelv- és Irodalomtudományi Osztály Közlönye, 1964)
- Kiskunság (Budapest, 1977)
- Az európai aratóműveletek néprajzi vizsgálatának főbb eredményei (Termelés és munkaracionalizálás) (MTA I. Oszt. Közl., székfoglaló előadás, 1978)
- A magyar agráretnográfia kutatásának negyedszázada (Diss. Ethn. 2. 1976-1978)
- Néprajzi tanulmányok I. (Diss. Ethn. 3-4. Bp., 1979-1980)
- Baksay Sándor táj- és népismereti tanulmányai (Válogatott művek Baksay Sándor születésének 150. évfordulójára, Budapest, 1982)
- Vásárhely helye a magyar népi kultúra fejlődésében (Kiss Lajos Emlékv., Hódmezővásárhely, 1983)